# Something Nice Back Home (Lost)
Something Nice Back Home este un episod din Lost, sezonul 4.